# مايك فيليبس (لاعب كرة قدم)
مايك فيليبس (بالإنجليزية: Mike Phillips)‏ هو لاعب كرة قدم بريطاني في مركز الهجوم، ولد في 18 يناير 1933 في كامنوك ‏ في المملكة المتحدة. لعب مع غريمسبي تاون.